# Pietro Piani
Pour les articles homonymes, voir Piani.
Pietro Piani, né le 13 février 1770 à Faenza et mort le 18 octobre 1841 à Bologne, est un peintre et décorateur néo-classique italien des XVIIIe et XIXe siècles.

## Biographie
Pietro Piani nait en 1770 à Faenza. Il apprend les arts par lui-même. Il collabore avec plusieurs éminents artistes néo-classiques comme Felice Giani, avec qui il réalise une série de murales à Faenza, Ravenne et Césène. En tant que décorateur, Piani va se distinguer des autres artistes de la fabrique Ferniani, où il travaille. Il y a apprend la peinture sur céramique sous Luigi Benini, mais pratique aussi la peinture de paysages, de compositions florales et de natures mortes. Il a aussi été scénographe, notamment en réalisant des scènes de paysages néo-classiques, mais avec tons de romantisme, en collaboration avec Antonio et Romolo Liverani.
Alors jeune adulte, il survit une tentative de meurtre par le prêtre Domenico Montevecchi, mais réussit à s'échapper lorsque des passants l'alerte. La raison de l'attaque aurait été une femme que tous deux voulaient épouser. De 1796 à 1800, il prend la direction de la fabrique. Il serait par la suite allé à Munich, où il résidait dans les années 1830. Il finit par retourner en Italie pour vivre ses dernières années, qu'il passe à Bologne, avant d'y mourir en 1841. Il est enterré au cimetière de l'Église de San Girolamo all'Osservanza (it), et sa tombe se situe en face de celle de Montevecchi, qui avait tenté de l'assassiner quelques décennies plus tôt.

## Œuvres

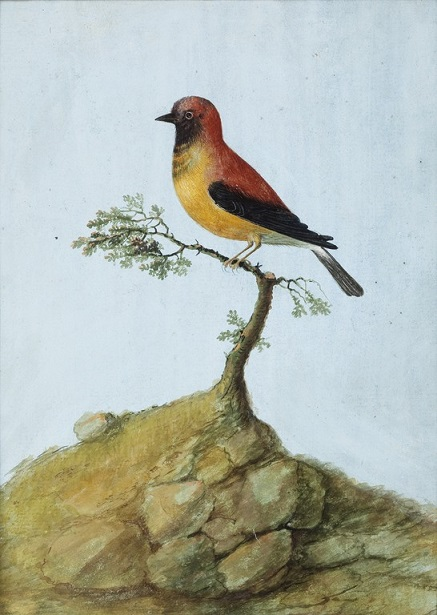
Uccello sul ramo, Pinacothèque municipale de Faenza.

Quelques œuvres dans des collections publiques et autres musées.
- Pinacothèque municipale de Faenza (it) :
  - Il roccolo, tempéra sur toile, 71 × 86 cm, années 1790[3] ;
  - La casa sul ponte, tempéra sur toile, 34 × 69,5 cm, années 1790[3] ;
  - Fiori in vaso, tempéra sur toile, 53 × 37 cm, entre 1800 et 1825[3].
- Pinacothèque municipale de Césène (en) :
  - Paesaggio, tempéra sur toile, 100 × 70 cm, entre 1815 et 1820[4].